# Amaro Camatti
L'Amaro Camatti è un amaro italiano a base di fiori, erbe, radici aromatiche del territorio prodotto per la prima volta nel 1924 in un laboratorio del centro storico di Genova.

## Storia
Il creatore dell'amaro fu il chimico livornese Umberto Briganti che, dopo aver trovato la ricetta ideale nel suo laboratorio di Genova, insieme al fratello Cesare avviò la prima produzione del liquore: un infuso alcolico di erbe aromatiche del territorio. Umberto Briganti scelse di dedicare il suo amaro alla moglie dandogli il cognome della consorte (Camatti, per l’appunto).
Avviata la produzione, Briganti spostò lo stabilimento nell'entroterra di Recco e l'Amaro Camatti ebbe grande successo.
Quasi dieci anni dopo, nel 1935, l'azienda venne riconosciuta come “Fornitore della casa di Sua Altezza Reale il Principe di Piemonte” con la concessione di tenere innalzato lo stemma principesco sulla propria insegna.
Nel 1943, durante la Seconda guerra mondiale, lo stabilimento di Recco divenne caserma. Sicuramente il periodo più difficile: lo zucchero scarseggiava e produrre liquore era impossibile, ma appena finita la guerra i due coniugi ripartirono con entusiasmo facendo risorgere l'Amaro Camatti divenuto, negli anni del dopoguerra, sempre più popolare.
Briganti scomparve nel 1964 e l’eredità dell’azienda e del marchio passarono dal figlio al nipote che continuarono la conduzione familiare. 
Nel 1989 il marchio venne acquisito dalla Distilleria delle Cinque Terre, fondata nel 1964 e di proprietà della famiglia Bergamino a San Colombano Certenoli.
In questi anni l'Amaro Camatti è stato esportato in Europa, America e in Oceania.

## Caratteristiche
La ricetta resta ancora in gran parte segreta.
Il procedimento prevede l'infusione di fiori, erbe, radici aromatiche e toniche mediante un processo speciale di fabbricazione, cui l'antica formula originale viene ancora oggi scrupolosamente seguita.

## Riconoscimenti
Nel 2023 ottiene il titolo di World’s Best Bitter assegnato dalla giuria della World Liqueur Awards del settore Spirits e Mixology. Ha ottenuto tre premi:
- Migliore Amaro Italiano del Mondo (World’s Best Bitter)
- Medaglia d’oro (GOLD) tra gli amari italiani.
- Migliore Liquore alle Erbe d’Italia (Best Italian HERBAL)